# L'Algébriste
L'Algébriste (titre original: The Algebraist) est un roman de science-fiction de l'écrivain écossais Iain Banks. Cette œuvre a été publiée pour la première fois en 2004 (2006 pour la traduction française). 

## Présentation de l'œuvre
Cette œuvre de Iain M. Banks peut être considérée comme un space opera, mais ne s'insère pas dans le cycle de la Culture. Ce roman a été nommé pour le prix Hugo du meilleur roman 2005.

## Résumé
L'action du roman se déroule en 4 034 apr. J.-C. De nombreux humains habitent déjà la galaxie, car l'espèce a été importée clandestinement par la Mercatoria (le méta-gouvernement galactique) durant la Préhistoire. Mais le roman est centré plus particulièrement sur les Dwellers (Habitants), une espèce extraterrestre ayant colonisé la plupart des géantes gazeuses de la Voie lactée et quasiment aussi vieille que l'univers.
Les Voyants du système Ulubis sont un groupe d'humains qui se consacre à l'étude des Habitants, chose difficile car ces derniers se comportent au mieux en aristocrates désinvoltes, au pire en gamins écervelés. Pourtant, aucune espèce n'a jamais réussi à les conquérir, ils doivent donc avoir une botte secrète.
Lorsque Ulubis est envahi par le terrible tyran Luseferous, le Voyant Fassin Taak reçoit ordre de percer ce secret en urgence. Il doit trouver la Liste des Habitants, description mythique d'un réseau de trous de ver secrets, dans l'espoir que la Grande Flotte pourra ainsi arriver plus vite.
Fassin plonge donc dans l'atmosphère brumeuse de la géante Nasqueron, accompagné du colonel Hatherence et de son parrain Habitant Y'sul, à la recherche de renseignements sur la Liste. Ils arpentent la vaste planète en tâchant de cacher leur mission d'espionnage. Mais le secret n'est semble-t-il plus sur Nasqueron : il leur faut donc prendre un navire des Habitants pour aller dans un autre système… ce qui semble prouver l'existence des trous de ver secrets ! Mais Fassin ne peut s'en assurer car on le plonge en torpeur durant le voyage.
La quête se révèle vaine : le secret a été détruit par son détenteur, terrifié des conséquences de sa révélation, et quand Fassin revient enfin à Ulubis, le système a déjà été envahi, ravagé et libéré (en partie parce que le tyran Luseferous a stupidement tenté de s'en prendre aux Habitants). Mais Fassin finit par avoir l'intuition de la vérité. Il use de subterfuge pour amener un Habitant à lui en donner confirmation. Dès lors, les puissants Habitants ne pourront plus compter longtemps sur leur « splendide isolement », ni ignorer les souffrances des autres races.
La trame principale du récit est coupée de flash-backs et de chapitres consacrés aux existences respectives de Luseferous et des amis de Fassin, ce qui contribue à faire monter la tension avant le dénouement final. Une partie du récit est aussi consacrée aux intelligences artificielles proscrites par la Mercatoria, mais dont Fassin apprend peu à peu qu'elles peuvent elles aussi aider la Galaxie.

## Éditions
- Iain M. Banks (trad. Nenad Savic), L'Algébriste, Éditions Bragelonne, coll. Bragelonne SF., Paris, 2006  (ISBN 2-352-94000-1)